# Edgar Michiels van Verduynen

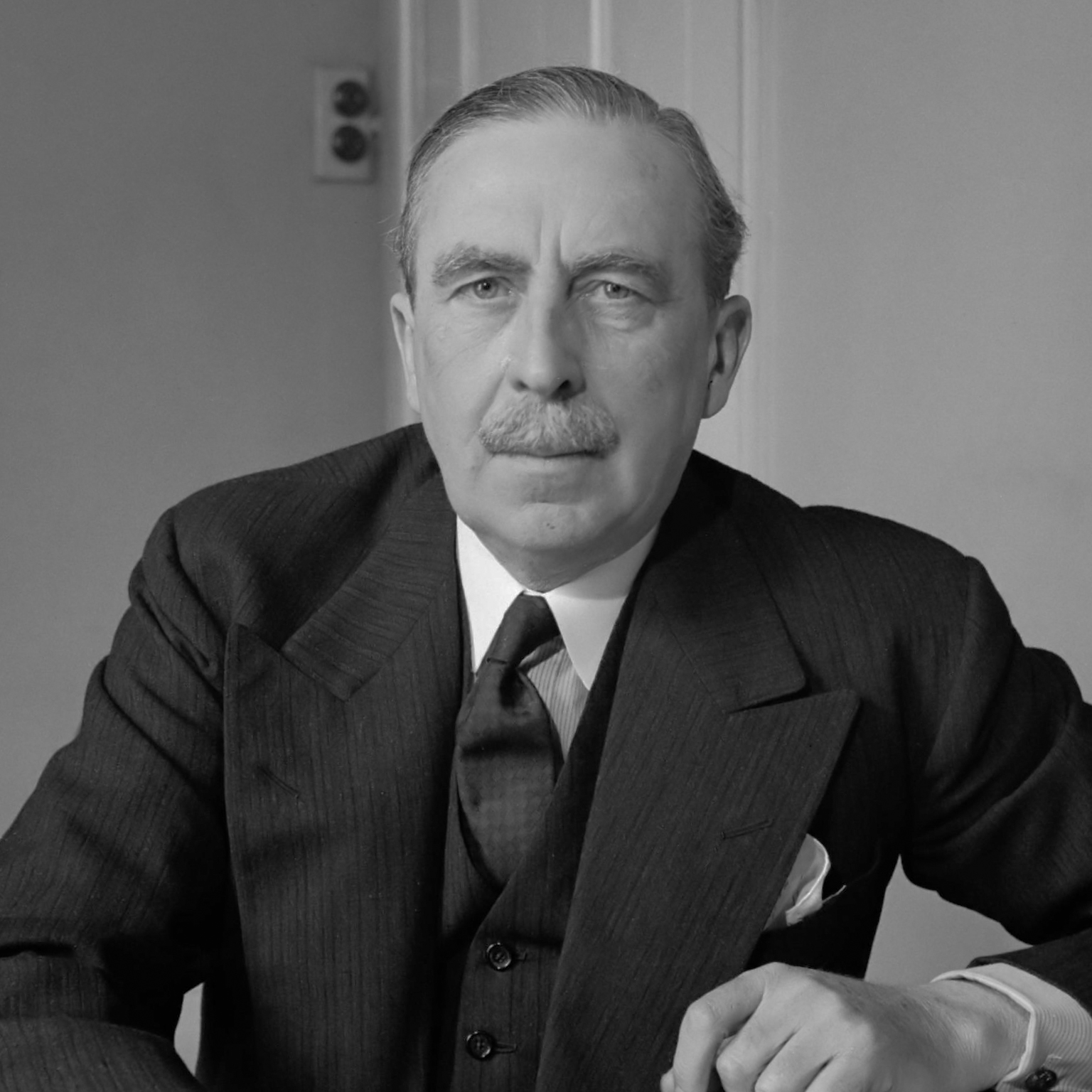
Edgar Michiels van Verduynen (1942)

Edgar Frederik Marie Justin baron Michiels van Verduynen, heer van de Groote Lindt en van Verduynen  ('s-Gravenhage, 2 december 1885 - Londen, 13 mei 1952) was een Nederlands politicus.

## Familie
Michiels was een lid van de familie Michiels en een zoon van Tweede Kamerlid Louis Michiels van Verduynen, heer van Verduynen (1855-1929) en Ida Cornelia Maria Adriana barones van Brienen, vrouwe van de Groote Lindt (1863-1913). Hij huwde in Den Haag op 24 november 1917 met Henriette Elisabeth Jochems (1882-1968). Het huwelijk bleef kinderloos en de tak Michiels van Verduynen stierf met hem in 1952 uit. Na het overlijden van zijn broer op 7 maart 1952 werd hij baron en heer van Verduynen.

## Leven en werk
Michiels was een gefortuneerd zakenman, gedistingeerde diplomaat en conservatieve katholiek. Hij werd gezant in Londen kort na het uitbreken van de Tweede Wereldoorlog, na eerder de eerste gezant in de jonge republiek Tsjecho-Slowakije te zijn geweest. Hij kwam krachtdadig op voor de Nederlandse belangen. Hij trad in Londen als minister zonder portefeuille op als vervanger van Van Kleffens.
De familie Michiels van Verduynen werd na de Tweede Wereldoorlog eigenaar van landgoed Clingendael dat in 1953 door de gemeente Den Haag werd gekocht; zijn weduwe mocht er tot haar overlijden (in 1968) blijven wonen.